# 캐시 브라운

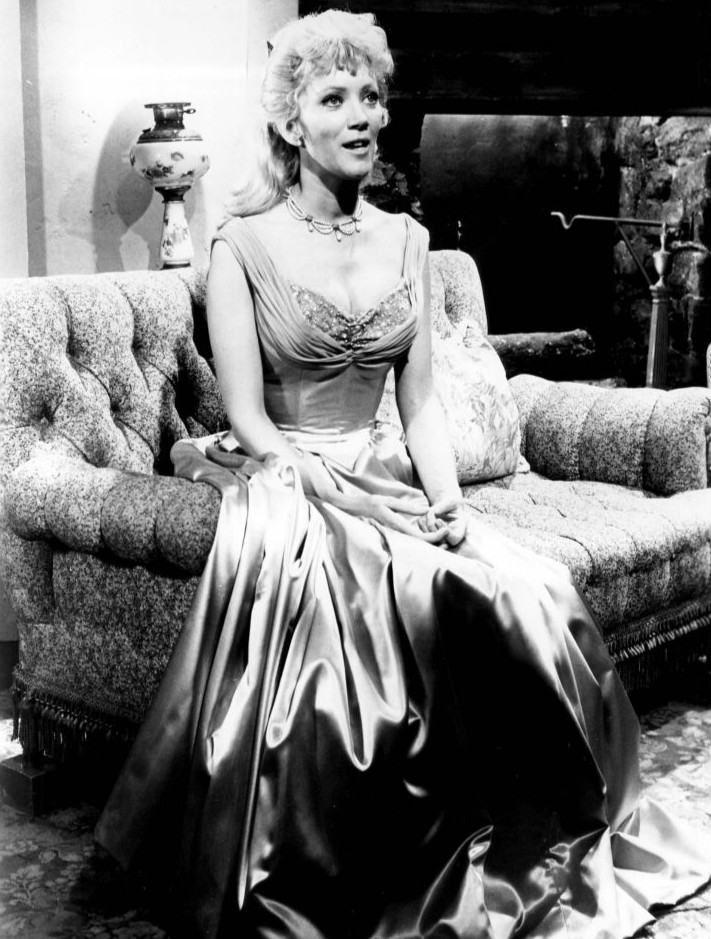

캐시 브라운(Kathie Browne, 1930년 9월 19일 ~ 2003년 4월 8일)은 미국의 배우이다.
샌루이스오비스포에서 태어났으며 베벌리힐스에서 사망하였다. 포리스트 론 메모리얼 파크에 매장되었다.

## 출연 작품
- 제로 투 식스티 (1978년)
- 혼도 (1967년)
- 브레인스톰 (1965년)
- 가장 좋은 남성용 스포츠 (1964년)
- 신더펠라 (1960년)
- 살인청부 (1958년)
- 선셋 77번가 (1958년)
- 서부의 파라딘 (1957년)

### 텔레비전
- 페리 메이슨 (1960-65)
- 보난자 (1961-64)
- 서부를 향해 달려라 (1965-67)
- 아이언사이드 (1968-74)
- 사랑의 유람선 (1980)